# وارلیق
وارلیق فصلنامه ادبی، هنری، فرهنگی و تاریخی به دو زبان ترکی و فارسی است. این نشریه طی ۴۵ سال گذشته به صورت منظم چاپ شده‌است. اولین شماره این مجله در ۱۵ اردیبهشت ۱۳۵۸ (۵ می ۱۹۷۹)منتشر گردید. صاحب امتیاز و مدیر مسئول جواد هیئت با همکاری جمعی از روشنفکران و پژوهشگران ترک از جمله حمید نطقی، محمدعلی فرزانه، حسن مجیدزاده ساوالان، کریم مشروطه چی سؤنمز، منظوری خامنه، صمد سرداری نیا، غلامحسین بیگدلی و… اقدام به انتشار مجله وارلیق نمود.
پس از درگذشت پروفسور دکتر جواد هیئت در سال ۱۳۹۳ (۲۰۱۴) بر اساس وصیت ایشان محمدرضا هیئت که سالها رداکتور و دبیر نشریه بود، امتیاز و مدیریت مجله وارلیق را بر عهده گرفت. تمرکز اصلی این فصلنامه بر زبان و لهجه‌های ترکی در جهان، ایران و آذربایجان؛ بررسی تاریخ، ادبیات و فرهنگ ترکی؛ تنظیم سیاست زبانی و تقویت زبان معیار ترکی در ایران می‌باشد. دوره جدید مجله وارلیق به مدیر مسئولی محمدرضا هیئت به همان ترتیب، زبان و الفبا در آنکارا منتشر می‌شود.